# ضفدع أخضر العيون
ضفدع أخضر العيون (الاسم العلمي: Rana vibicaria) (بالإنجليزية: green-eyed frog)‏ هو نوع من الحيوانات يتبع جنس الضفدع الحقيقي من فصيلة الضفادع الحقيقية.